# Sejm pacyfikacyjny 1589
Sejm pacyfikacyjny 1589 – sejm zwyczajny w Warszawie, obradował od 6 marca do 23 kwietnia 1589 roku, pierwszy w historii Polski sejm pacyfikacyjny. Został zwołany 7 listopada 1588 roku. 
Sejmiki przedsejmowe w województwach odbyły się w styczniu i lutym 1589 roku. 
Marszałkiem sejmu obrano Dymitra Chaleckiego, podskarbiego nadwornego litewskiego. 
Zatwierdzony został Traktat bytomsko-będziński.
Sejm rozpatrywał projekt kanclerza Jana Zamoyskiego o reformie wolnej elekcji. Projekt ten, uważany przez wielu historyków za potencjalnie mogący znacznie ulepszyć system rządów polskich, nie przeszedł na skutek sprzeciwu prymasa Stanisława Karnkowskiego, reprezentującego frakcję katolicko-habsburgską. Król Zygmunt III Waza nie opowiedział się za żadną ze stron.
Sejm zgodził się na założenie ordynacji w Zamościu i oficjalnie uznał postępowanie Zamoyskiego wobec Samuela Zborowskiego za uzasadnione, deklarując jego proces za zgodny z literą prawa. 